# Paweł Gondek
Paweł Józef Gondek (ur. 1 lipca 1966 w Lubaczowie) – polski filozof, doktor habilitowany nauk humanistycznych w zakresie filozofii, nauczyciel akademicki Katolickiego Uniwersytetu Lubelskiego Jana Pawła II, adiunkt w Katedrze Metafizyki, na Wydziale Filozofii KUL. Skarbnik w Polskim Towarzystwie Tomasza z Akwinu (Polski Oddział Societa Internazionale Tommaso d’Aquino). Członek redakcji pisma „Człowiek w kulturze”, członek-współpracownik Towarzystwa Naukowego KUL, członek redakcji kwartalnika „Zeszyty Naukowe KUL”.

## Wykształcenie
W 1988 roku rozpoczął studia filozoficzne na Wydziale Filozofii KUL, zakończone w 1993 roku obroną pracy magisterskiej pt. „Problematyka zasady racji dostatecznej w teorii bytu” pisanej pod kierunkiem o. prof. Mieczysława A. Krąpca OP. W 2004 r. na tym samym wydziale obronił pracę doktorską pt. „Problem celowości w filozofii Arystotelesa”, której promotorem był prof. Andrzej Maryniarczyk, a w 2016 r. wydział ten nadał mu stopień doktora habilitowanego na podstawie pracy pt. Projekt autonomicznej filozofii realistycznej. Mieczysława A. Krąpca i Stanisława Kamińskiego teoria bytu.

## Wybrane publikacje

### Artykuły
- Funkcja przyczyny celowej w kontekście wyjaśniania naukowego u Arystotelesa w: Wierność rzeczywistości. Księga pamiątkowa z okazji jubileuszu 50-lecia pracy naukowej na KUL O. prof. Mieczysława A. Krąpca, Polskie Towarzystwo Tomasza z Akwinu, Lublin 2001, s. 89–99.
- Understanding of Reality and the Fundament of Scientific Cognition w: „Atti del V Congresso Tomista Internazionale „L’umanesimo cristiano nel III millennio: la prospettiva di Tommaso d’Aquino”, Roma 21–25 settembre 2003”.
- Znaczenie przyczyny celowej w wyjaśnianiu rzeczywistości, w: A. Maryniarczyk, K. Stępień, P. Skrzydlewski (red.), Analogia w filozofii, Lublin 2005, s. 287–307.
- Problem pochodzenia materii pierwszej w: Tomasz z Akwinu, O ideach. Przekład – Komentarz – Studia, A. Maryniarczyk (red.).
- Doradztwo zawodowe wobec współczesnych technologii w: Materiały z konferencji „Wyzwania dla współczesnego doradztwa zawodowego” Lublin 2005, s. 111–123.
- Safety of Man in Context of the Global Information Society w: „Zeszyty Naukowe USPV” Wilno 2006.
- Celowość czy przypadek w rozumieniu natury w: A Maryniarczyk, K. Stępień, P. Gondek (red.), Substancja – natura – prawo naturalne, Lublin 2006, s. 223–237[5].
- Złożenie z materii i formy jako ontyczna podstawa pluralizmu w filozofii Arystotelesa. Roczniki Filozoficzne, 4, 117-135. 2013[6]
- Paweł Gondek, The Existence of Being and the Original Cognitive Acts, „Espíritu”, 148, 2014, s. 333–346 [dostęp 2020-08-26] (ang.).[6]

### Redakcja
- Teodycea. Problem poznawalności istnienia Boga[6]